# Президентские выборы в США (2020)
Президентские выборы в США 2020 года прошли 3 ноября. Победу на выборах одержал кандидат от Демократической партии, бывший вице-президент США и сенатор Сената Конгресса США Джозеф Байден; его основным соперником был действующий на тот момент президент Дональд Трамп, выдвинутый Республиканской партией. Таким образом, действующий президент США не был переизбран на второй срок впервые с 1992 года, когда Джордж Буш-старший проиграл Биллу Клинтону. В общей сложности Трамп стал одиннадцатым действующим президентом в истории страны, кто не смог завоевать право на вторую каденцию по причине поражения на выборах (не считая тех, кто проигрывал внутрипартийные праймериз или по каким-то ещё причинам не участвовал в выборах). На выборах была зафиксирована самая высокая явка избирателей с 1900 года, каждый из двух основных кандидатов получил более 74 миллионов голосов, превзойдя рекорд Барака Обамы 2008 года. Байден получил более 81 миллиона голосов, что стало рекордом для кандидатов в президенты США за всю историю. В то же время Дональд Трамп побил аналогичный рекорд для действующего президента страны. Также на выборах было зарегистрировано рекордное количество бюллетеней, поданных досрочно и по почте из-за пандемии COVID-19.
Президент Трамп победил на праймериз республиканцев без серьёзного сопротивления, в то время как Байден конкурировал на праймериз демократов со своим ближайшим соперником, сенатором Берни Сандерсом. В праймериз демократов участвовало самое большое количество кандидатов от любой политической партии в современную эпоху американской политики. Соратница Байдена, сенатор Камала Харрис из Калифорнии, была первой афроамериканкой, первой американкой азиатского происхождения и третьей женщиной, выдвинутой на пост вице-президента по списку основных партий. Джо Джоргенсен выдвигалась от либертарианцев со Спайком Коэном в качестве своего напарника, а Хауи Хокинс от зелёных с Анжелой Николь Уокер. Основными темами избирательной кампании стали влияние продолжающейся пандемии COVID-19 на здоровье населения и экономику; гражданские беспорядки в ответ на убийство Джорджа Флойда; Верховный суд США после смерти Рут Бейдер Гинзбург и назначения Эми Кони Барретт; честность и прозрачность проходящих выборов, в том числе в контексте возможных кибератак на систему голосования из-за рубежа; будущее Реформы здравоохранения и защиты пациентов.
До, во время и после дня выборов Трамп и его соратники заявляли о широко распространённых нарушениях на выборах, однако Генеральный прокурор Уильям Барр и официальные лица в каждом из 50 штатов и Округе Колумбия не обнаружили доказательств широко распространённых фальсификаций или нарушений во время выборов. Федеральные агентства по безопасности заявили, что это «были самые безопасные выборы в истории Америки». После оглашения итогов голосования Трамп и его союзники, включая республиканцев-членов Конгресса, продолжали предпринимать многочисленные попытки отменить результаты выборов, подав десятки судебных исков в нескольких штатах, при этом все, кроме одного незначительного дела, были отозваны или отклонены различными судами, однако Трамп настаивал на своей победе и продолжал распространять ложные заявления о своей победе на выборах. Он и его сторонники также распространяли теории заговора о масштабных фальсификациях в ходе выборов; по некоторым сведениям оказывали давление на выборщиков-республиканцев и законодателей; возражали против сертификации голосования коллегией выборщиков в Конгрессе и отказывались сотрудничать с переходной командой президента. Данная деятельность была охарактеризована рядом СМИ как «попытка переворота».
Сотрудники избирательного штаба Дональда Трампа продолжали многочисленные попытки оспорить результаты выборов даже после того, как ряд сенаторов-республиканцев, включая лидера сенатского большинства Митча Макконнелла, высказались против оспаривания результатов голосования. 6 января 2021 года состоялся масштабный митинг в поддержку Трампа в Вашингтоне, в ходе которого действующий президент США заявил: «Мы никогда не сдадимся, мы никогда не признаем поражение <…> я знаю, что скоро все присутствующие пойдут маршем к зданию Капитолия, чтобы мирно и патриотично сделать так, чтобы ваши голоса были услышаны», после чего толпа его сторонников на непродолжительное время захватила Капитолий, что привело к гибели нескольких человек. В тот же день Трамп призвал радикалов прекратить незаконные действия и отстаивать свою позицию исключительно законными методами, а ещё через несколько часов заявил, что не смог представить должных доказательств своей победы на прошедших в ноябре выборах и покинет Белый дом 20 января. После истории с захватом Капитолия аккаунты Трампа были заблокированы рядом ведущих американских социальных сетей, а Конгресс во второй раз инициировал импичмент 45-го президента. 13 февраля 2021 года, уже после того, как Трамп покинул Белый дом, большинство членов Сената проголосовали за признание бывшего президента виновным в случившемся, однако необходимого большинства в 2/3 голосов достигнуто не было, и Трамп был оправдан. Знал ли Трамп заранее об атаке на Капитолий и должен ли он нести юридическую ответственность за случившееся до сих пор остается предметом многочисленных споров.
Результаты выборов в каждом штате и округе Колумбия были подтверждены к 9 декабря. Формально Байден был избран президентом 14 декабря на заседании коллегии выборщиков, сформированной по итогам всенародного голосования, официальный подсчёт голосов прошёл 6-7 января 2021 года на заседании Конгресса. Инаугурация нового президента и вице-президента состоялась 20 января 2021 года. Впервые в истории инаугураций нового избранного президента США, со времён инаугурации 1869 года не присутствовал уходящий глава государства. Вместо Трампа символическую передачу власти новому хозяину Белого дома осуществил вице-президент Майкл Пенс. Кроме того, второй раз подряд по состоянию здоровья на церемонию не смог явиться 39-й президент (1977—1981), демократ Джимми Картер.

## Республиканская партия
Съезд Республиканской партии прошёл 24 августа 2020 года. Его основные мероприятия проходили в городах Джексонвилл (штат Флорида) и Шарлотт (Северная Каролина).
| Кандидаты от Республиканской партии |                                       |
| Дональд Трамп                       | Майк Пенс                             |
| (кандидат в президенты)             | (кандидат в вице-президенты)          |
|                                     |                                       |
| 45-й Президент США (с 2017 года)    | 48-й Вице-президент США (с 2017 года) |
| Кампания                            |                                       |
|                                     |                                       |

## Демократическая партия
Съезд Демократической партии США прошёл 17-20 августа (дата была перенесена из-за пандемии коронавируса) в Милуоки (штат Висконсин).
Демократы разделились на две основные группы, исходя из необходимости пребывания американских войск на Ближнем Востоке:
- сенатор Берни Сандерс выступает за скорейшее возвращение всех солдат домой;
- бывший вице-президент Джо Байден планирует сохранить участие США в борьбе с исламским терроризмом на существующем уровне.
- До старта избирательной кампании одним из фаворитов президентской гонки также считался экс-мэр Нью-Йорка Майкл Блумберг, но несмотря на популярность и хорошие финансовые возможности, Блумберг сошёл с дистанции уже через несколько недель после старта демократических праймериз, не получив сколь-нибудь серьёзных результатов.
- Серьёзным открытием американской политики стал победитель первых партийных праймериз в Айове, бывший мэр Саут-Бенда, открытый гей 38-летний Пит Буттиджич. Несмотря на то, что он в итоге снялся с гонки, многие журналисты и политологи предрекают ему успешное будущее и неофициальный статус первого мирового политика из поколения миллениалов;

В итоге на праймериз побеждает Джо Байден.
| Кандидаты от Демократической партии |                                           |
| Джо Байден                          | Камала Харрис                             |
| (кандидат в президенты)             | (кандидат в вице-президенты)              |
|                                     |                                           |
| 47-й Вице-президент США (2009—2017) | Сенатор от штата Калифорния (с 2017 года) |
| Кампания                            |                                           |
|                                     |                                           |

## Кандидаты от «третьих» сил

### Либертарианская партия
| Имя            | Дата рождения        | Текущая или предыдущая должность                                                | Штат           | Дата анонсирования | Логотип | Ссылка |
| -------------- | -------------------- | ------------------------------------------------------------------------------- | -------------- | ------------------ | ------- | ------ |
| Джо Джоргенсен | 1 мая 1957 (63 года) | старший преподаватель психологии в Университете Клемсона в штате Южная Каролина | Южная Каролина | 23 мая 2020        |         | [ 33 ] |

#### Кандидаты, отказавшиеся от участия
| Имя                | Дата рождения                                    | Текущая или предыдущая должность | Штат        | Дата анонсирования | Число побед | Ссылка               |
| ------------------ | ------------------------------------------------ | -------------------------------- | ----------- | ------------------ | ----------- | -------------------- |
| Джейкоб Хорнбергер | 1 января 1950 (75 год) Ларедо, Техас             | предприниматель                  | Виргиния    | 29 октября 2019    | 2           | [ 34 ]               |
| Адам Кокеш         | 1 февраля 1982 (43 лет) Сан-Фернандо, Калифорния | ведущий ток-шоу                  | Аризона     | 22 июля 2013       | 0           | [ 35 ] [ 36 ] [ 37 ] |
| Вёрмин Суприм      | 3 июня 1961 (64 лет) Рокпорт, Массачусетс        | активист                         | Массачусетс | 28 мая 2018        | 1           | [ 38 ]               |
| Дэн Берман         | 24 апреля 1981 (44 лет) Лос-Анджелес, Калифорния | программист                      | Техас       | 30 января 2019     | 0           | [ 39 ]               |

### Официальные кандидаты
- Хауи Хокинс выдвинут в 49 штатах, кроме Аляски.

- Политик
Хауи Хокинс 
из Нью-Йорка

- Джесси Вентура и Синтия Маккини от Зелёной партии Аляски.

#### Отказались от участия
- Джилл Стайн, врач из Массачусетса; кандидат в президенты в 2012 и 2016[40]

- Врач
Джилл Стайн 
из Массачусетса

### Независимые
| Имя          | Год и место рождения                  | Текущая или предыдущая должность                   | Штат          | Дата анонсирования | Ссылка |
| ------------ | ------------------------------------- | -------------------------------------------------- | ------------- | ------------------ | ------ |
| Канье Уэст   | 1977 (48 лет) Атланта, штат Джорджия  | Рэпер, музыкальный продюсер, композитор и дизайнер | штат Джорджия | 5 июля 2020        | [ 41 ] |
| Дэн Раттинер | 1939 (86 лет) Нью-Йорк, штат Нью-Йорк | Журналист                                          | Нью-Йорк      | 24 апреля 2015     | [ 42 ] |
| Брук Пирс    | 1980 (45 года) Миннесота,             | Журналист                                          | Пуэрто-Рико   | 5 июля 2020 года   | [ 43 ] |

## Опросы
| Источник                     | Кол-во опрошенных | Срок проведения    | Погрешность | Дональд Трамп | Гипотетический демократ | Другие | Затруднились ответить |
| NBC News/Wall Street Journal | 900               | 13—15 декабря 2017 | ± 3,6 %     | 36 %          | 52 %                    | 3 %    | 9 %                   |
| Politico/Morning Consult     | 2586              | 16—19 ноября 2017  | ± 2,0 %     | 35 %          | 44 %                    | -      | 21 %                  |
| Politico/Morning Consult     | 1993              | 9—11 ноября 2017   | ± 2,0 %     | 34 %          | 48 %                    | -      | 18 %                  |
| Politico/Morning Consult     | 1990              | 26—30 октября 2017 | ± 2,0 %     | 36 %          | 46 %                    | -      | 18 %                  |
| Opinion Savvy                | 763               | 16—17 августа 2017 | ± 3,5 %     | 41 %          | 52 %                    | -      | 8 %                   |
| Gravis Marketing             | 1917              | 21—31 июля 2017    | ± 2,2 %     | 39 %          | 48 %                    | -      | 13 %                  |
| Politico/Morning Consult     | 1791              | 9—10 февраля 2017  | ± 2,0 %     | 35 %          | 43 %                    | -      | 23 %                  |

### Динамика опросов
Дата: 1 ноября 2020 года
Джо Байден — 51,3 %
Дональд Трамп — 43,5 %

## Предвыборная статистика
Параметры:
- Р — равенство
- НП — небольшое преимущество
- ДП — достаточное преимущество
- СП — существенное, но преодолимое преимущество (*наивысший параметр для статистических данных CBS News и NPR)
- ОП — огромное преимущество

| Штат              | Голоса выборщиков | PVI  | Результаты 2016 года | Cook 28/10/2020        | Inside Elections 28/10/2020 | Sabato 02/11/2020    | Politico 02/11/2020   | RealClearPolitics 29/10/2020 | CNN 02/11/2020        | The Economist 03/11/2020         | CBS News 01/11/2020   | 270toWin 03/11/2020   | ABC News 02/11/2020   | NPR 30/10/2020         | NBC News 27/10/2020    | FiveThirtyEight 15/10/2020 |
| ----------------- | ----------------- | ---- | -------------------- | ---------------------- | --------------------------- | -------------------- | --------------------- | ---------------------------- | --------------------- | -------------------------------- | --------------------- | --------------------- | --------------------- | ---------------------- | ---------------------- | -------------------------- |
| Айдахо            | 4                 | Р+19 | 59,3 % Р             | ОП (Р)                 | ОП (Р)                      | ОП (Р)               | ОП (Р)                | ОП (Р)                       | ОП (Р)                | ОП (Р)                           | СП (Р)                | ОП (Р)                | ОП (Р)                | СП (Р)                 | ОП (Р)                 | ОП (Р)                     |
| Айова             | 6                 | Р+3  | 51,2 % Р             | Р                      | Р                           | ДП (Р)               | Р                     | Р                            | Р                     | Р                                | Р                     | Р                     | Р                     | Р                      | Р                      | ДП (Р)                     |
| Алабама           | 9                 | Р+14 | 62,1 % Р             | ОП (Р)                 | ОП (Р)                      | ОП (Р)               | ОП (Р)                | ОП (Р)                       | ОП (Р)                | ОП (Р)                           | СП (Р)                | ОП (Р)                | ОП (Р)                | СП (Р)                 | ОП (Р)                 | ОП (Р)                     |
| Аляска            | 3                 | Р+9  | 51,3 % Р             | СП (Р)                 | ДП (Р)                      | СП (Р)               | ДП (Р)                | СП (Р)                       | ОП (Р)                | СП (Р)                           | СП (Р)                | СП (Р)                | ДП (Р)                | ДП (Р)                 | СП (Р)                 | СП (Р)                     |
| Аризона           | 11                | Р+5  | 48,9 % Р             | ДП (Д)                 | НП (Д)                      | ДП (Д)               | Р                     | Р                            | Р                     | ДП (Д)                           | Р                     | Р                     | ДП (Д)                | Р                      | Р                      | ДП (Д)                     |
| Арканзас          | 6                 | Р+15 | 60,6 % Р             | ОП (Р)                 | ОП (Р)                      | ОП (Р)               | ОП (Р)                | СП (Р)                       | ОП (Р)                | ОП (Р)                           | СП (Р)                | ОП (Р)                | ОП (Р)                | СП (Р)                 | ОП (Р)                 | ОП (Р)                     |
| Вайоминг          | 3                 | Р+25 | 67,4 % Р             | ОП (Р)                 | ОП (Р)                      | ОП (Р)               | ОП (Р)                | ОП (Р)                       | ОП (Р)                | ОП (Р)                           | СП (Р)                | ОП (Р)                | ОП (Р)                | СП (Р)                 | ОП (Р)                 | ОП (Р)                     |
| Вашингтон         | 12                | Д+7  | 52,5 % Д             | ОП (Д)                 | ОП (Д)                      | ОП (Д)               | ОП (Д)                | СП (Д)                       | ОП (Д)                | ОП (Д)                           | СП (Д)                | ОП (Д)                | ОП (Д)                | СП (Д)                 | ОП (Д)                 | ОП (Д)                     |
| Вермонт           | 3                 | Д+15 | 56,7 % Д             | ОП (Д)                 | ОП (Д)                      | ОП (Д)               | ОП (Д)                | ОП (Д)                       | ОП (Д)                | ОП (Д)                           | СП (Д)                | ОП (Д)                | ОП (Д)                | СП (Д)                 | ОП (Д)                 | ОП (Д)                     |
| Виргиния          | 13                | Д+1  | 49,7 % Д             | СП (Д)                 | ОП (Д)                      | СП (Д)               | СП (Д)                | ДП (Д)                       | ОП (Д)                | СП (Д)                           | СП (Д)                | СП (Д)                | ОП (Д)                | СП (Д)                 | СП (Д)                 | ОП (Д)                     |
| Висконсин         | 10                | Рав  | 47,2 % Р             | ДП (Д)                 | ДП (Д)                      | ДП (Д)               | ДП (Д)                | Р                            | ДП (Д)                | СП (Д)                           | ДП (Д)                | ДП (Д)                | ДП (Д)                | ДП (Д)                 | ДП (Д)                 | СП (Д)                     |
| Гавайи            | 4                 | Д+18 | 62,2 % Д             | ОП (Д)                 | ОП (Д)                      | ОП (Д)               | ОП (Д)                | ОП (Д)                       | ОП (Д)                | ОП (Д)                           | СП (Д)                | ОП (Д)                | ОП (Д)                | СП (Д)                 | ОП (Д)                 | ОП (Д)                     |
| Делавер           | 3                 | Д+6  | 53,1 % Д             | ОП (Д)                 | ОП (Д)                      | ОП (Д)               | ОП (Д)                | ОП (Д)                       | ОП (Д)                | ОП (Д)                           | СП (Д)                | ОП (Д)                | ОП (Д)                | СП (Д)                 | ОП (Д)                 | ОП (Д)                     |
| Джорджия          | 16                | Р+5  | 50,8 % Р             | Р                      | НП (Д)                      | ДП (Д)               | Р                     | Р                            | Р                     | Р                                | Р                     | Р                     | ДП (Д)                | Р                      | Р                      | Р                          |
| Западная Виргиния | 5                 | Р+19 | 68,5 % Р             | ОП (Р)                 | ОП (Р)                      | ОП (Р)               | ОП (Р)                | ОП (Р)                       | ОП (Р)                | ОП (Р)                           | СП (Р)                | ОП (Р)                | ОП (Р)                | СП (Р)                 | ОП (Р)                 | ОП (Р)                     |
| Иллинойс          | 20                | Д+7  | 55,8 % Д             | ОП (Д)                 | ОП (Д)                      | ОП (Д)               | ОП (Д)                | СП (Д)                       | ОП (Д)                | ОП (Д)                           | СП (Д)                | ОП (Д)                | ОП (Д)                | СП (Д)                 | СП (Д)                 | ОП (Д)                     |
| Индиана           | 11                | Р+9  | 56,8 % Р             | СП (Р)                 | ОП (Р)                      | СП (Р)               | СП (Р)                | ДП (Р)                       | ОП (Р)                | ОП (Р)                           | СП (Р)                | СП (Р)                | ОП (Р)                | СП (Р)                 | СП (Р)                 | СП (Р)                     |
| Калифорния        | 55                | Д+12 | 61,7 % Д             | ОП (Д)                 | ОП (Д)                      | ОП (Д)               | ОП (Д)                | ОП (Д)                       | ОП (Д)                | ОП (Д)                           | СП (Д)                | ОП (Д)                | ОП (Д)                | СП (Д)                 | ОП (Д)                 | ОП (Д)                     |
| Канзас            | 6                 | Р+13 | 56,7 % Р             | СП (Р)                 | ДП (Р)                      | СП (Р)               | СП (Р)                | СП (Р)                       | ОП (Р)                | ОП (Р)                           | СП (Р)                | СП (Р)                | ОП (Р)                | СП (Р)                 | СП (Р)                 | СП (Р)                     |
| Кентукки          | 8                 | Р+15 | 62,5 % Р             | ОП (Р)                 | ОП (Р)                      | ОП (Р)               | ОП (Р)                | ОП (Р)                       | ОП (Р)                | ОП (Р)                           | СП (Р)                | ОП (Р)                | ОП (Р)                | СП (Р)                 | ОП (Р)                 | ОП (Р)                     |
| Колорадо          | 9                 | Д+1  | 48,2 % Д             | СП (Д)                 | ОП (Д)                      | СП (Д)               | СП (Д)                | ДП (Д)                       | ДП (Д)                | ОП (Д)                           | СП (Д)                | СП (Д)                | ОП (Д)                | СП (Д)                 | СП (Д)                 | ОП (Д)                     |
| Коннектикут       | 7                 | Д+6  | 54,6 % Д             | ОП (Д)                 | ОП (Д)                      | ОП (Д)               | ОП (Д)                | СП (Д)                       | ОП (Д)                | ОП (Д)                           | СП (Д)                | ОП (Д)                | ОП (Д)                | СП (Д)                 | СП (Д)                 | ОП (Д)                     |
| Луизиана          | 8                 | Р+11 | 58,1 % Р             | ОП (Р)                 | ОП (Р)                      | ОП (Р)               | ОП (Р)                | СП (Р)                       | ОП (Р)                | ОП (Р)                           | СП (Р)                | ОП (Р)                | ОП (Р)                | СП (Р)                 | СП (Р)                 | СП (Р)                     |
| Массачусетс       | 11                | Д+12 | 60,1 % Д             | ОП (Д)                 | ОП (Д)                      | ОП (Д)               | ОП (Д)                | ОП (Д)                       | ОП (Д)                | ОП (Д)                           | СП (Д)                | ОП (Д)                | ОП (Д)                | СП (Д)                 | ОП (Д)                 | ОП (Д)                     |
| Мерилэнд          | 10                | Д+12 | 60,3 % Д             | ОП (Д)                 | ОП (Д)                      | ОП (Д)               | ОП (Д)                | ОП (Д)                       | ОП (Д)                | ОП (Д)                           | СП (Д)                | ОП (Д)                | ОП (Д)                | СП (Д)                 | ОП (Д)                 | ОП (Д)                     |
| Миннесота         | 10                | Д+1  | 46,4 % Д             | ДП (Д)                 | СП (Д)                      | СП (Д)               | ДП (Д)                | Р                            | ДП (Д)                | СП (Д)                           | ДП (Д)                | СП (Д)                | ДП (Д)                | ДП (Д)                 | ДП (Д)                 | СП (Д)                     |
| Миссисипи         | 6                 | Р+9  | 57,9 % Р             | ОП (Р)                 | ОП (Р)                      | ОП (Р)               | ОП (Р)                | СП (Р)                       | ОП (Р)                | ОП (Р)                           | СП (Р)                | ОП (Р)                | ОП (Р)                | СП (Р)                 | СП (Р)                 | СП (Р)                     |
| Миссури           | 10                | Р+9  | 56,8 % Р             | СП (Р)                 | ДП (Р)                      | СП (Р)               | СП (Р)                | ДП (Р)                       | ОП (Р)                | СП (Р)                           | СП (Р)                | СП (Р)                | ДП (Р)                | ДП (Р)                 | СП (Р)                 | СП (Р)                     |
| Мичиган           | 16                | Д+1  | 47,5 % Р             | ДП (Д)                 | ДП (Д)                      | ДП (Д)               | ДП (Д)                | Р                            | ДП (Д)                | СП (Д)                           | ДП (Д)                | ДП (Д)                | ДП (Д)                | ДП (Д)                 | ДП (Д)                 | СП (Д)                     |
| Монтана           | 3                 | Р+11 | 56,2 % Р             | СП (Р)                 | ДП (Р)                      | СП (Р)               | СП (Р)                | ДП (Р)                       | ОП (Р)                | СП (Р)                           | СП (Р)                | СП (Р)                | ДП (Р)                | ДП (Р)                 | СП (Р)                 | СП (Р)                     |
| Мэн               | 2                 | Д+3  | 47,8 % Д             | СП (Д)                 | ОП (Д)                      | СП (Д)               | СП (Д)                | ДП (Д)                       | ОП (Д)                | ОП (Д) (рейтинг на уровне штата) | СП (Д)                | СП (Д)                | ОП (Д)                | СП (Д)                 | СП (Д)                 | СП (Д)                     |
| Mэн-1             | 1                 | Д+8  | 54,0 % Д             | ОП (Д)                 | ОП (Д)                      | ОП (Д)               | ОП (Д)                | СП (Д)                       | ОП (Д)                | ОП (Д) (рейтинг на уровне штата) | СП (Д)                | ОП (Д)                | ОП (Д)                | СП (Д)                 | ОП (Д)                 | ОП (Д)                     |
| Мэн-2             | 1                 | Р+2  | 51,3 % Р             | Р                      | Р                           | ДП (Р)               | Р                     | Р                            | Р                     | ОП (Д) (рейтинг на уровне штата) | Р                     | Р                     | Р                     | Р                      | Р                      | Р                          |
| Небраска          | 2                 | Р+14 | 58,8 % Р             | ОП (Р)                 | ОП (Р)                      | ОП (Р)               | ОП (Р)                | ОП (Р)                       | ОП (Р)                | ОП (Р) (рейтинг на уровне штата) | СП (Р)                | ОП (Р)                | ОП (Р)                | СП (Р)                 | ОП (Р)                 | ОП (Р)                     |
| Небраска-1        | 1                 | Р+11 | 56,2 % Р             | ОП (Р)                 | ОП (Р)                      | ОП (Р)               | ОП (Р)                | ОП (Р)                       | ОП (Р)                | ОП (Р) (рейтинг на уровне штата) | СП (Р)                | ОП (Р)                | ОП (Р)                | ДП (Р)                 | ОП (Р)                 | СП (Р)                     |
| Небраска-2        | 1                 | Р+4  | 47,2 % Р             | ДП (Д)                 | НП (Д)                      | ДП (Д)               | ДП (Д)                | Р                            | ДП (Д)                | ОП (Р) (рейтинг на уровне штата) | ДП (Д)                | ДП (Д)                | ДП (Д)                | ДП (Д)                 | ДП (Д)                 | СП (Д)                     |
| Небраска-3        | 1                 | Р+27 | 73,9 % Р             | ОП (Р)                 | ОП (Р)                      | ОП (Р)               | ОП (Р)                | ОП (Р)                       | ОП (Р)                | ОП (Р) (рейтинг на уровне штата) | СП (Р)                | ОП (Р)                | ОП (Р)                | СП (Р)                 | ОП (Р)                 | ОП (Р)                     |
| Невада            | 6                 | Д+1  | 47,9 % Д             | ДП (Д)                 | СП (Д)                      | ДП (Д)               | ДП (Д)                | Р                            | ДП (Д)                | СП (Д)                           | ДП (Д)                | ДП (Д)                | ДП (Д)                | ДП (Д)                 | ДП (Д)                 | СП (Д)                     |
| Нью-Гемпшир       | 4                 | Д+1  | 47,0 % Д             | ДП (Д)                 | СП (Д)                      | СП (Д)               | ДП (Д)                | ДП (Д)                       | ДП (Д)                | СП (Д)                           | ДП (Д)                | ДП (Д)                | ДП (Д)                | СП (Д)                 | ДП (Д)                 | СП (Д)                     |
| Нью-Джерси        | 14                | Д+7  | 55,0 % Д             | ОП (Д)                 | ОП (Д)                      | ОП (Д)               | ОП (Д)                | СП (Д)                       | ОП (Д)                | ОП (Д)                           | СП (Д)                | ОП (Д)                | ОП (Д)                | СП (Д)                 | СП (Д)                 | ОП (Д)                     |
| Нью-Йорк          | 29                | Д+11 | 59,0 % Д             | ОП (Д)                 | ОП (Д)                      | ОП (Д)               | ОП (Д)                | ОП (Д)                       | ОП (Д)                | ОП (Д)                           | СП (Д)                | ОП (Д)                | ОП (Д)                | СП (Д)                 | ОП (Д)                 | ОП (Д)                     |
| Нью-Мексико       | 5                 | Д+3  | 48,4 % Д             | ОП (Д)                 | ОП (Д)                      | СП (Д)               | СП (Д)                | ДП (Д)                       | ОП (Д)                | ОП (Д)                           | СП (Д)                | СП (Д)                | ОП (Д)                | СП (Д)                 | СП (Д)                 | ОП (Д)                     |
| Огайо             | 18                | Р+3  | 51,7 % Р             | Р                      | Р                           | ДП (Р)               | Р                     | Р                            | Р                     | Р                                | Р                     | Р                     | Р                     | Р                      | Р                      | Р                          |
| Оклахома          | 7                 | Р+20 | 65,3 % Р             | ОП (Р)                 | ОП (Р)                      | ОП (Р)               | ОП (Р)                | ОП (Р)                       | ОП (Р)                | ОП (Р)                           | СП (Р)                | ОП (Р)                | ОП (Р)                | СП (Р)                 | ОП (Р)                 | ОП (Р)                     |
| Округ Колумбия    | 3                 | Д+41 | 90,9 % Д             | ОП (Д)                 | ОП (Д)                      | ОП (Д)               | ОП (Д)                | СП (Д)                       | ОП (Д)                | ОП (Д)                           | СП (Д)                | ОП (Д)                | ОП (Д)                | СП (Д)                 | ОП (Д)                 | ОП (Д)                     |
| Орегон            | 7                 | Д+5  | 50,1 % Д             | ОП (Д)                 | ОП (Д)                      | ОП (Д)               | СП (Д)                | ДП (Д)                       | ОП (Д)                | ОП (Д)                           | СП (Д)                | ОП (Д)                | ОП (Д)                | СП (Д)                 | СП (Д)                 | ОП (Д)                     |
| Пенсильвания      | 20                | Рав  | 48,2 % Р             | ДП (Д)                 | ДП (Д)                      | ДП (Д)               | ДП (Д)                | Р                            | ДП (Д)                | СП (Д)                           | ДП (Д)                | ДП (Д)                | ДП (Д)                | ДП (Д)                 | ДП (Д)                 | СП (Д)                     |
| Род-Айленд        | 4                 | Д+10 | 54,4 % Д             | ОП (Д)                 | ОП (Д)                      | ОП (Д)               | ОП (Д)                | СП (Д)                       | ОП (Д)                | ОП (Д)                           | СП (Д)                | ОП (Д)                | ОП (Д)                | СП (Д)                 | СП (Д)                 | ОП (Д)                     |
| Северная Дакота   | 3                 | Р+16 | 63,0 % Р             | ОП (Р)                 | ОП (Р)                      | ОП (Р)               | ОП (Р)                | ОП (Р)                       | ОП (Р)                | ОП (Р)                           | СП (Р)                | ОП (Р)                | ОП (Р)                | СП (Р)                 | ОП (Р)                 | ОП (Р)                     |
| Северная Каролина | 15                | Р+3  | 49,8 % Р             | Р                      | НП (Д)                      | ДП (Д)               | Р                     | Р                            | Р                     | ДП (Д)                           | Р                     | Р                     | ДП (Д)                | Р                      | Р                      | ДП (Д)                     |
| Теннеси           | 11                | Р+14 | 60,7 % Р             | ОП (Р)                 | ОП (Р)                      | ОП (Р)               | ОП (Р)                | ОП (Р)                       | ОП (Р)                | ОП (Р)                           | СП (Р)                | ОП (Р)                | ОП (Р)                | СП (Р)                 | ОП (Р)                 | ОП (Р)                     |
| Техас             | 38                | Р+8  | 52,2 % Р             | Р                      | Р                           | ДП (Р)               | ДП (Р)                | Р                            | ДП (Р)                | ДП (Р)                           | ДП (Р)                | ДП (Р)                | Р                     | Р                      | Р                      | ДП (Р)                     |
| Флорида           | 29                | Р+2  | 49,0 % Р             | Р                      | НП (Д)                      | ДП (Р)               | Р                     | Р                            | Р                     | ДП (Д)                           | Р                     | Р                     | Р                     | Р                      | Р                      | ДП (Д)                     |
| Южная Дакота      | 3                 | Р+14 | 61,5 % Р             | ОП (Р)                 | ОП (Р)                      | ОП (Р)               | ОП (Р)                | ОП (Р)                       | ОП (Р)                | ОП (Р)                           | СП (Р)                | ОП (Р)                | ОП (Р)                | СП (Р)                 | ОП (Р)                 | ОП (Р)                     |
| Южная Каролина    | 9                 | Р+8  | 54,9 % Р             | СП (Р)                 | СП (Р)                      | СП (Р)               | ОП (Р)                | ДП (Р)                       | ОП (Р)                | СП (Р)                           | СП (Р)                | СП (Р)                | ОП (Р)                | СП (Р)                 | СП (Р)                 | СП (Р)                     |
| Юта               | 6                 | Р+20 | 45,5 % Р             | СП (Р)                 | СП (Р)                      | СП (Р)               | СП (Р)                | СП (Р)                       | ОП (Р)                | ОП (Р)                           | СП (Р)                | СП (Р)                | ОП (Р)                | СП (Р)                 | СП (Р)                 | ОП (Р)                     |
| Итого             | 538               |      | Д: 232 Р: 306        | Д: 290 Р: 125 Рав: 123 | Д: 350 Р: 125 Рав: 63       | Д: 321 Р: 217 Рав: 0 | Д: 279 Р: 163 Рав: 96 | Д: 216 Р: 125 Рав: 197       | Д: 279 Р: 163 Рав: 96 | Д: 334 Р: 164 Рав: 40            | Д: 279 Р: 163 Рав: 96 | Д: 279 Р: 163 Рав: 96 | Д: 321 Р: 125 Рав: 92 | Д: 279 Р: 125 Рав: 134 | Д: 279 Р: 125 Рав: 134 | Д: 334 Р: 169 Рав: 35      |

## Скандалы
- В сентябре 2019 года демократы, контролирующие нижнюю палату конгресса, объявили о начале импичмента. Основанием стали якобы попытка Трампа использовать власти Украины для компрометации Байдена и попытки скрыть эти действия. В декабре палата вынесла Трампу импичмент по двум пунктам: превышение полномочий и воспрепятствование работе сената. Но сенат оправдал президента по обоим пунктам обвинения[67].
- В феврале 2020 года телеканал CNN сообщал, что Россия якобы пытается сделать всё возможное, чтобы Трамп остался президентом. Белый дом это опроверг. Более того, Washington Post писала, что Россия пытается внести раскол в стан демократов, помогая Берни Сандерсу. Тот ответил, что не нуждается в помощи и призвал Россию «держаться подальше» от выборов.[источник не указан 1733 дня]
- В мае Twitter пометил два сообщения Трампа значком, поставившим под сомнение их достоверность. Тот подписал указ о запрете цензуры в соцсетях[68]. Twitter и Facebook расценили это как вмешательство в свою работу и пригрозили тщательнее проверять его твиты. Так, Twitter временно заблокировала аккаунт кампании Трампа, засомневавшись в его видео о коронавирусе, а 1 сентября пометил сообщение штаба как «манипуляцию информацией» за вырванную из контекста фразу Байдена «Вы не будете в безопасности в Америке Джо Байдена»[69].
- В июне New York Times написала, что российская военная разведка якобы предлагала вознаграждение связанным с талибами боевикам за нападения на американских солдат в Афганистане и что Трампа проинформировали об этом. МИД России назвал эти сообщения фейком, опроверг их и сам «Талибан». Трамп заявил, что история была выдумана, чтобы навредить ему на выборах. Однако Байден обвинил Трампа в предательстве американских солдат[70].
- В августе разгорелся «почтовый скандал»: с улиц стали массово исчезать почтовые ящики. Противники Трампа во всем обвинили его — поскольку демократы призывали соотечественников голосовать удалённо, а Трамп был против. Сама почтовая служба сослалась на оптимизацию расходов из-за колоссальных убытков. Там пообещали приостановить ликвидацию ящиков до завершения выборов[71].
- В сентябре племянница президента Мэри Трамп подала на него и его родственников в суд за мошенничество. Она утверждает, что после смерти отца унаследовала часть семейного бизнеса, но, поскольку была несовершеннолетней, Трамп и другие члены семьи управляли её частью имущества. Вместо того «чтобы защищать её интересы, они выстроили схему, чтобы выкачивать её активы и обманывали об истинном размере её доли наследства… заставив её думать, что он гораздо меньше реального», сказала Мэри и потребовала возмещения убытков, плюс компенсацию в 500 тысяч $[72].
- Первый раунд президентских дебатов, прошедший 29 сентября в Кливленде, получил отдельную известность благодаря откровенно неформальному стилю общения между кандидатами и частым игнорированием вопросов ведущего. Байден за все время выступлений дважды предлагал Трампу «заткнуться», а также называл его «лжецом» и «клоуном»[73], обсуждая с ним темы о работе здравоохранения в период пандемии COVID-19 и расовых волнениях[74]. Отвечая на эти реплики Трамп заявил о «слабых умственных способностях»[75][76] своего оппонента и симпатизированию левым взглядам на фоне расследования дела сына Хантера Байдена. Резюмируя Трамп отказался гарантировать передачу власти на условиях порядка, сославшись на неэффективность почтового способа голосования, тогда как Байден опроверг все заявления относительно дела Хантера и подчеркнул слова о необъявлении себя победителем выборов до подтверждения результатов третьей стороной[77].
- В середине октября Трамп после статьи New York Post обвинил Байдена во лжи и коррумпированности. Газета опубликовала, как утверждается, письмо Байдену-младшему от украинской «Burisma» с благодарностью за встречу с Байденом-старшим — тогда вице-президентом. В другом письме руководство Burisma якобы просит Хантера Байдена подумать, как «использовать его влияние» для помощи компании. Эти откровения противоречат заявлениям Байдена-старшего о том, что он не имел отношения к работе сына на «Burisma». Республиканцы ещё подозревают Джо в давлении на власти Украины, чтобы уволить генпрокурора Шокина, который вел расследование против «Burisma». Байден-старший всё отрицает[78].
- В ходе подсчёта голосов Трамп обвинил демократов в подтасовках результатов выборов в некоторых штатах (Висконсин, Мичиган, Пенсильвания)[79][80]. В частности, в «краже» 2,7 млн голосов была обвинена тесно сотрудничающая с демократами и Фондом Клинтонов компания Dominion Voting Systems, второй по размеру поставщик электронных машин для голосования в США[81].
- 4 января 2021 года бывшие прокуроры, члены Конгресса от Демократической партии Тед Льеу и Кэтлин Райс потребовали открыть уголовное дело против Дональда Трампа после обнародования его разговора с властями штата Джорджия. По мнению демократов, Трамп участвовал в подстрекательстве или заговоре с целью совершения ряда преступлений на выборах[82].
- 7 января 2021 года сторонники Дональда Трампа после массового митинга захватили здание Капитолия. По предварительным данным, в столкновении с полицией погибло 3 человека, 52 были задержаны[83][84]. Крупнейшие социальные сети после этого события ограничили доступ к страницам Трампа либо целиком, либо частично[85]. Изначально «Twitter» заморозил аккаунт президента на двенадцать часов, однако вскоре решение было изменено в пользу блокировки страницы на постоянной основе по причине: «Риска дальнейшего подстрекательства к насилию»[86].
- 11 января 2021 года Палата представителей опубликовала текст резолюции об импичменте Трампа с формулировкой «подстрекательство к бунту»[87].
- 4 февраля 2021 года в журнале Time вышла статья «Тайная двухпартийная кампания, которая спасла выборы 2020 года» за авторством Молли Болл. В статье рассказывалось о скоординированных усилиях медиа, бизнес-сообщества и гражданских активистах на местах с целью не допустить победы Дональда Трампа на выборах, чтобы «сохранить мир и противостоять атаке Трампа на демократию». Автор статьи назвала это «неформальным альянсом между левыми активистами и бизнес-титанами», отметив, что эта коалиция «успешно оказывала давление на социальные сети, чтобы те заняли более жесткую позицию против дезинформации»[88].

## Версия иностранного вмешательства
7 августа 2020 года глава Национального центра по контрразведке и безопасности (NCSC) Уильям Иванина опубликовал заявление об иностранном вмешательстве в выборы. Согласно заявлению, иностранные государства пытаются повлиять на предпочтения избирателей, поменять политику США, усилить разногласия в обществе и пошатнуть доверие американцев к демократическим процессам. По мнению Иванины, предпочтения относительно будущего президента США имеют многие страны, но особую озабоченность он высказал в отношении Китая, России и Ирана:
- Китай предпочел бы, чтобы Дональд Трамп, которого руководство КНР считает непредсказуемым, не был переизбран на второй срок; Китай усилил свою активность в этом направлении.
- Россия стремится очернить кандидатуру Джо Байдена и отрицает вмешательство в выборы 2016 года.
- Иран пытается подорвать как кандидатуру Трампа, так и демократические институты в целом и усилить разделение страны путём распространения дезинформации в интернете.

В ходе предвыборной президентской кампании США в 2020 году Госдепартамент США провёл СМС-рассылку в России, где предложил россиянам вознаграждение до 10 млн $ за предоставление информации о вмешательстве в президентские выборы в США. В России данная инициатива Госдепа подверглась резкой критике. Официальный представитель МИД РФ Мария Захарова назвала рассылку подобных сообщений на мобильные телефоны «гибридной атакой и бесцеремонным вмешательством».

## Результаты
Голосование состоялось 3 ноября 2020 года, но выяснение результата выборов затянулось на гораздо более долгий, чем обычно, срок. Это связано как с рекордно высокой явкой, так и с очень большим числом голосов, поступивших по почте, что замедлило их обработку. Кроме того, в некоторых штатах было разрешено принимать бюллетени, отправленные по почте до выборов, но поступившие в течение нескольких дней после выборов. Большое число проголосовавших по почте объясняется эпидемией COVID-19.
На четвёртый день после выборов победитель был все ещё не был определён в Пенсильвании, Неваде, Аризоне, Северной Каролине, Джорджии и на Аляске.
7 ноября телеканалы CNN, NBC, Fox News и агентство Associated Press объявили о победе Байдена в Пенсильвании. После этого они объявили, что Джозеф Байден одержал победу на выборах, обеспечив себе 273 голоса в коллегии выборщиков при минимально необходимых для победы 270.
Ниже приведены официальные итоги выборов президента США 2020 года. Указаны только кандидаты, получившие более 0,1 % голосов избирателей. Итоги всенародного голосования взяты из отчёта Федеральной избирательной комиссии.
| Кандидат в президенты | Кандидат в президенты | Кандидат в вице-президенты | Партия                 | Выборщики        | Голосов избирателей | %      |
| --------------------- | --------------------- | -------------------------- | ---------------------- | ---------------- | ------------------- | ------ |
|                       | Джо Байден            | Камала Харрис              | Демократическая партия | 306              | 81 283 501          | 51,31  |
|                       | Дональд Трамп         | Майк Пенс                  | Республиканская партия | 232              | 74 223 975          | 46,85  |
|                       | Джо Джоргенсен        | Спайк Коэн                 | Либертарианская партия | 0                | 1 865 535           | 1,18   |
|                       | Хауи Хокинс           | Анджела Уолкер             | Партия зелёных         | 0                | 407 068             | 0,26   |
|                       | Прочие кандидаты      |                            |                        | 0                | 649 552             | 0,41   |
| Всего голосов         | Всего голосов         | Всего голосов              | Всего голосов          | Всего голосов    | 158 429 631         | 100,00 |
| Явка избирателей      | Явка избирателей      | Явка избирателей           | Явка избирателей       | Явка избирателей | 239 247 182         | 66,20  |

## Оспаривание итогов выборов
7 ноября Дональд Трамп написал в «Твиттере»: «Наблюдателей не пустили в комнаты, где шел подсчет. Я выиграл выборы, получил 71 000 000 законных голосов. Нарушения, которые не позволили увидеть нашим наблюдателям, никогда не происходили раньше. Миллионы почтовых бюллетеней были отправлены людям, которые никогда об этом не просили!»
Избирательный штаб Дональда Трампа начал инициировать юридические процедуры в связи с имевшими место нарушениями при голосовании. В частности, штаб Трампа обратился в суд с требованием отменить действующее в Пенсильвании разрешение учитывать отправленные по почте голоса, которые поступили в течение трёх дней после выборов. Верховный суд штата Пенсильвания отклонил этот иск, однако 5 ноября 2020 года Верховный суд США частично удовлетворил ходатайство Республиканской партии, распорядившись считать голоса, полученные в Пенсильвании после 3 ноября, отдельно от остальных голосов, но отказав в прекращении их подсчета.
Штаб Трампа также жаловался на то, что из-за введённых карантинных мер наблюдатели республиканцев в Пенсильвании были вынуждены наблюдать за подсчетом голосов с расстояния в три метра, и из-за этого не смогли рассмотреть детали заполнения бюллетеней. Эту жалобу суд удовлетворил, позволив наблюдателям ровно на метр приблизиться к столам, где шёл подсчет голосов. В требовании остановить подсчет голосов, с которым также выступили республиканцы, истцам было отказано.
В Мичигане штаб Трампа настаивал на приостановке подсчета бюллетеней для заочного голосования. Местные избирательные комиссии нарушили закон, продолжая работу несмотря на отсутствие наблюдателей от обеих партий. Также в Мичигане представители штаба Трампа подали несколько судебных жалоб, попытавшись опротестовать итоги голосования в Детройте. По утверждению истцов, наблюдателям не был предоставлен доступ на избирательные участки, и они не смогли оценить прозрачность процесса голосования. Эти иски суд отклонил.
В Джорджии республиканцы просили суд подтвердить, что бюллетени, поступившие после семи вечера в день выборов, не будут учитываться. Согласно поданной жалобе, наблюдатель от республиканцев видел, как прибывшие позднее бюллетени подмешивали к своевременно поступившим бюллетеням. Этот иск суд отклонил.
В Неваде суд отклонил иск, поданный представителями предвыборной кампании Трампа, в котором утверждалось, что компьютеры, используемые для проверки подписей избирателей, не исправны, так что данные, полученные в результате их работы, не могут быть достоверными.
В различных местах США прошли митинги с требованием как прекратить якобы имеющую место подтасовку результатов выборов, так и пересчитать заново все голоса.
9 ноября Генеральный прокурор США Уильям Барр отдал распоряжение начать расследование о возможных нарушениях в ходе выборов, правда, только в том случае, если сообщения об этих нарушениях подкреплены весомыми доказательствами. Некоторые сотрудники министерства юстиции США сочли это распоряжение политически мотивированным. В знак протеста в отставку подал Ричард Пилджер, руководитель департамента министерства юстиции, занимающегося расследованием нарушений в ходе выборов.
Лидер республиканского большинства в Сенате США Митч Макконнелл также заявил, что поддерживает позицию Дональда Трампа и считает, что в нескольких ключевых для исхода выборов штатах (Джорджии, Аризоне, Неваде, Висконсине и Пенсильвании) были зарегистрированы многочисленные нарушения и фальсификации.
Предвыборный штаб Байдена направил письмо в Управление общих служб, которое предоставляет помещения, средства связи, транспорт и прочие услуги федеральным государственным служащим, в котором предлагалось признать Байдена законным президентом страны, так как «плавная и мирная передача власти» сейчас для США очень важна. Однако директор Управления общих служб Эмили Мерфи на это письмо не ответила.
Высказывались предположения, что Трамп придерживается следующей стратегии:
- Заблокировать процесс официального подведения итогов выборов в как можно большем числе штатов: при помощи судебных исков и путем убеждения чиновников-республиканцев голосовать против.
- В штатах, где законодательные органы контролируют республиканцы и где Байден победил с небольшим преимуществом, убедить их, что результаты голосования нужно отвергнуть, поскольку оно сопровождалось массовыми нарушениями.
- После этого предложить этим законодательным органам отправить в коллегию тех выборщиков, которые проголосуют за Трампа, а не за Байдена.

Первые признаки того, что Трамп давит на чиновников различных штатов, пытаясь склонить их к игнорированию результатов голосования, появились, когда стало известно о его телефонном звонке республиканским сотрудникам избирательной комиссии в Мичигане. Они первоначально отказались официально заверить результаты выборов в Детройте, самом большом городе штата. Затем они передумали и решили заверить результаты выборов, но потом, поговорив с Трампом, они выразили сожаление, что поменяли своё решение. Лидеры фракции Республиканской партии в законодательном собрании Мичигана приняли приглашение Трампа посетить Белый дом 20 ноября. После этой встречи они заявили, что не получили информации, которая заставила бы поменять результаты выборов в штате.
Отдельные видные республиканцы призвали Трампа признать поражение. В частности, после решения федерального судьи в Пенсильвании, отклонившего иск сторонников Трампа, сенатор от этого штата республиканец Пэт Туми заявил, что президент «исчерпал все возможные юридические варианты» и поздравил Байдена с победой. 21 ноября давний сторонник Трампа бывший республиканский губернатор Нью-Джерси Крис Кристи заявил в эфире ABC, что президенту пора прекратить оспаривать результаты выборов и что юридическая команда Трампа стала «национальным позором» Америки.
23 ноября 2020 года избирательная комиссия Мичигана сертифицировала победу Джо Байдена в этом штате. После этого Трамп сразу же отдал распоряжение своему главе Управления общих служб Эмили Мерфи начать процесс передачи власти в стране переходной администрации Джо Байдена.
30 декабря 2020 года президент Дональд Трамп подчеркнул, что выборы по своему уровню не соответствовали даже голосованию в странах третьего мира: «В США было значительно больше голосов, чем голосующих людей. С этой клоунадой нельзя мириться».
6 января 2021 года, выступая на митинге своих сторонников в Вашингтоне перед заседанием Конгресса, Трамп заявил, что никогда не признает своего поражения и назвал себя победителем выборов. В то же время по сообщению газеты Politico Трамп в частных беседах уже признал победу Байдена, а заявления о своей победе и о фальсификации выборов делает лишь для привлечения внимания к себе. Митинг перерос в массовые беспорядки, в ходе которых протестующие ворвались в здание Капитолия и сорвали заседание Конгресса; позже демонстранты были выведены из здания, а заседание продолжилось. Во время беспорядков погибли 4 человека.
Позже Трамп осудил действия своих сторонников и пообещал передать власть администрации Байдена, но вместе с тем заявил, что его кампания не закончена.
После неудачного захвата Капитолия Трампа заблокировали в социальных сетях Facebook, Twitter, Instagram, Reddit, Discord, TikTok, Twitch, Snapchat и YouTube.